# Кам'янський машинобудівний завод (Україна)
Кам'янський машинобудівний завод — одне з провідних машинобудівних підприємств, розташоване в місті Кам'янка, Черкаська область (Україна). Компанія спеціалізується на виготовленні насосного обладнання та інших машинобудівних виробів для більшості галузей промисловості.

## Історія
7 липня 1936 року було засновано промислове державне підприємство, орієнтоване на виробництво зубчастих насосів та текстильних машин. У першій половині XX століття воно стало важливим елементом промислової інфраструктури країни, займаючи ключову позицію у виробництві техніки для легкої промисловості.
У 1964 році підприємство отримало ліцензію на виробництво ексклюзивних типів насосів від німецької компанії BARMAG.  Цей крок став значною віхою в історії, адже він супроводжувався повною модернізацією виробництва з впровадженням передових технологій та закупівлею сучасних верстатів від таких відомих виробників, як Reishauer, Peter Wolters, Voumard, Witzig&Frank Martin та інших. Завдяки цьому вдалося значно підвищити точність і ефективність виробництва, що дозволило задовольняти вимоги не тільки українського ринку, а й здійснювати експорт продукції.
У 1998 році контрольний пакет акцій підприємства був придбаний компанією Umbh Ukrainian Machine Building Holding Limited, що привело до його приватизації. Цей етап став періодом важливих змін, оскільки нові власники розпочали активну модернізацію та розширення виробничих потужностей.
З 2018 року на підприємстві розпочався новий етап розвитку, з акцентом на оновлення обладнання та технологій. У рамках цієї модернізації було придбано верстати від провідних брендів, таких як Nakamura, Wema Glauchau, Deckel Maho. Крім того, був відкритий новий цех термальної обробки з формуючою лінією Reißaus&Baumberg та лінією термообробки Vector 15VP. Введення сучасного оптичного вимірювача OGP Smartscope ZIP 250 Zone 3дозволило досягти високої точності вимірювань виробів до мікрону, що значно підвищило якість продукції.
У 2022 році завод увійшов до числа провідних компаній регіону завдяки своїм податковим внескам і впливу на економічний розвиток Черкаської області.
Сьогодні виробничі потужності займають площу 8 га та оснащені високоточним обладнанням. Підприємство має власні цехи для термальної обробки, ливарні потужності, лабораторії для контролю якості та випробувальні стенди, що дозволяє виробляти продукцію, відповідну найвищим міжнародним стандартам. Підприємство продовжує вдосконалювати свої технології та інвестувати в розвиток, займаючи важливе місце в галузі машинобудування Східної Європи.
Кам'янський машинобудівний завод є лідером у виробництві насосного обладнання Східної Європи, що використовується у різних галузях, включаючи хімічну, нафтову та легкову промисловість. Його продукція користується попитом як на внутрішньому, так і на зовнішніх ринках.

## Діяльність
Кам'янський машинобудівний завод, володіючи високим технічним потенціалом і унікальною виробничою базою, здійснює розробку, впровадження і запуск в серійне виробництво нових виробів для різних галузей промисловості.
На підприємстві є інструментальне виробництво, можливості якого дозволяють виготовляти ріжучий і вимірювальний інструмент, а також виготовляти штампи і прес-форми складної конфігурації з високою точністю.

## Нагороди
- У 1961 році завод був занесений до Золотої Книги Пошани Черкаської області.
- У квітні 1972 року заводу було присвоєно почесне звання «Підприємство високої культури виробництва», а у березні 1983 року — "Підприємство високої якості продукції.